# Станке Димитров
 Тази статия е за българския политически деец.  За града, чието име от 1948 до 1990 година е Станке Димитров, вижте Дупница.  За други значения на Марек вижте Марек (пояснение).
Стефан Димитров Тодоров, по-известен като Станкѐ Димитро̀в или с псевдонима си Марек, е български политик, антифашист, активист на Българската комунистическа партия. Член е на Политбюро и секретар на ЦК на БКП. Автор, редактор и говорител на радиостанция „Народен глас“.

## Биография

### Ранен живот
Роден е на 5 февруари 1889 година в град Дупница в семейство на обущаря и революционер от Крушево Димитър Тодоров, а негов по-голям брат е публицистът Иван Димитров. Учи в педагогическите училища в Кюстендил, после в Шумен, което завършва през 1908 г. След дипломирането си работи като учител.
Заминава за Женева да учи право, но е принуден да се върне заради Балканската война. Завършва Юридическия факултет на СУ „Св. Климент Охридски“ през 1919 г. и работи като адвокат в Дупница.

### Дейност в България
През 1904 г. се включва в работническо просветително общество „Класово съзнание“, което впоследствие става партийна група на БРСДП (т.с.).
Подведен е под съдебна отговорност за антивоенна пропаганда през Първата световна война и участие във Войнишкото въстание, като впоследствие е амнистиран.
Член е на Окръжния комитет на БКП (т.с.) в Дупница, става негов секретар 1922 г.
През 1923 г. е арестуван преди избухването на Септемврийското въстание за участие в подготовката му. Отново е амнистиран през 1924 г. Провежда Витошка нелегална конференция на БКП (т.с.) Участва в създаването на Партията на труда.

### Дейност в СССР
През 1925 г. е делегат на БКП на V разширен пленум на Изпълнителния комитет на Комунистическия интернационал в Москва. Остава в СССР поради задочната си смъртна присъда за участие в атентата през 1925 г. Там преподава в българския сектор на Комунистическия университет за национални малцинства на Запада и в Международната ленинска школа в Москва.
Пристига нелегално в България през 1935 г. за провеждането на VI разширен пленум на ЦК на БКП през 1936 г. Тогава е избран за член на Политбюро и секретар на ЦК на БКП (1935 – 1937). След завръщането си в СССР е член на Задграничното бюро на ЦК на БКП.
От 1941 г. до 1944 г. води предавания на Нелегалната радиостанция „Народен глас“ на български и немски език, информирайки българския народ за развоя на военните действия и платформата на ОФ.
В края на август 1944 година Димитров трябва да замине за България, заедно с Анастас Алтъпармарков, Васил Димитров, Георги Глухчев, Михаил Зантополов и други български комунисти, изглежда, за да оглави предстоящото завземане на властта от комунистите.
Цялата група загива на 26 август 1944 година в катастрофа при излитането на самолета им край град Брянск. Загиналите са погребани в Гробището на Съветския район в Брянск, където им е издигнат паметник.

## Почит
- Родният му град Дупница е наименуван на него: като Марек от 1949 до 1950 г. и като Станке Димитров от 1950 до 1990 г.
- Спортният клуб на града носи името „Марек“.
- Къща музей „Станке Димитров – Марек“